# 산탄토니노디수사
산탄토니노디수사(Sant'Antonino di Susa)는 이탈리아 피에몬테주의 토리노 광역시에 있는 코무네로, 수사 계곡에 위치하며 토리노 서쪽 약 35 킬로미터 (22 mi) 떨어져 있다.